# Gauliga Generalgouvernement
Gauliga Generalgouvernement byla jedna z mnoha skupin Gauligy, nejvyšší fotbalové soutěže na území Německa v letech 1933 – 1945. Vytvořena byla v roce 1941 pro německé kluby na území Generálního gouvernementu. Vítězové jednotlivých skupin Gauligy postupovali do celostátní soutěže, která trvala necelý měsíc, v níž se kluby utkávaly vyřazovacím způsobem.
Zanikla v roce 1945 po pádu nacistického Německa. Po jeho zániku byly na území Polska zakázány všechny německé sportovní oddíly.

## Nejlepší kluby v historii - podle počtu titulů
Zdroj: 
| Vítězové nejvyšší ligové soutěže |        |                 |
| Klub                             | Tituly | Vítězné ročníky |
| LSV Boelcke Krakau               | 1      | 1942            |
| LSV Adler Deblin                 | 1      | 1943            |
| LSV Mölders Krakau               | 1      | 1944            |

## Vítězové jednotlivých ročníků
Zdroj: 
| Gauliga Generalgouvernement (1941 – 1945)                                                                |                        |                                 |               |
| Ročník                                                                                                   | Vítěz Gauligy          | Umístění v německém mistrovství | Německý mistr |
| 1941 – 1942                                                                                              | LSV Boelcke Krakau (1) | Předkolo                        | FC Schalke 04 |
| 1942 – 1943                                                                                              | LSV Adler Deblin (1)   | Osmifinále                      | Dresdner SC   |
| 1943 – 1944                                                                                              | LSV Mölders Krakau (1) | 1. kolo                         | Dresdner SC   |
| • Gauliga byla v sezóně 1944/45 zrušena, a to kvůli přesunutí bojů druhé světové války na území Německa. |                        |                                 |               |